# Полет 73 на „Пан Ам“
Полет 73 на „Пан Ам“ е редовен международен пътнически полет от летище Сахар, Мумбай, Индия, до международното летище „Джон Ф. Кенеди“, Ню Йорк, Съединените американски щати, с планирани междинни кацания в Карачи (Пакистан) и Франкфурт (Германия), управляван от „Пан Ам“. На 5 септември 1986 г. самолетът „Боинг 747-121“, който изпълнява полета, е отвлечен на международното летище „Джина“, Карачи от четирима въоръжени терористи от организацията „Абу Нидал“, докато на борда на машината все още се намират 360 пътници. Пилотите успяват да избягат, което попречва на терористите да излетят, както планират.
20 пътници са убити по време на отвличането, включително граждани на Индия, Съединените американски щати, Пакистан и Мексико. Всички похитители са арестувани и осъдени на смърт в Пакистан. Присъдите обаче по-късно са заменени с доживотен затвор. Главната стюардеса Нирджа Бханот също е застреляна и посмъртно получава няколко награди, сред които най-високото индийско отличие за храброст в мирно време, наградата „Ашок Чакра“, наградата за специална храброст на Съединените американски щати и две награди от Пакистан за усилията ѝ за спасяване на живота на пътниците.
Установено е, че терористите планират да използват отвлечения самолет, за да вземат палестински затворници както в Кипър, така и в Израел. Британските медии, които са критични към нормализирането на отношенията между Муамар Кадафи и Запада, съобщават през март 2004 г. (дни след посещението на премиера Тони Блеър в Триполи), че Либия стои зад отвличането.